# Sparisoma viride
Espèce
Statut de conservation UICN

 LC  : Préoccupation mineure
Sparisoma viride est une espèce de poissons marins tropicaux qui fait partie du vaste sous-ordre des Labroidei.